# Benvenuto amore
Benvenuto amore è un singolo del cantautore italiano Gigi D'Alessio, pubblicato il 16 giugno 2017 dalla Sony Music.

## Tracce
1. Benvenuto amore – 3:33